# Aedes fimbripes
Aedes fimbripes är en tvåvingeart som beskrevs av Edwards 1924. Aedes fimbripes ingår i släktet Aedes och familjen stickmyggor. Inga underarter finns listade i Catalogue of Life.